# 龍虎の拳
『龍虎の拳』（りゅうこのけん　英:Art of Fighting）は、SNKが1992年（平成4年）にネオジオで発売した対戦型格闘ゲームでネオジオの「100メガショック」第1弾ソフト、またそのシリーズの総称。『バトルスピリッツ 龍虎の拳』というタイトルでアニメ化もされた。

## 基本的なシステム
本作は、当時隆盛を極めていた『ストリートファイターII』シリーズを踏襲しつつ、そこへさらに独自のシステムが数多く取り入れられている。その一部は現在に至っても多くの格闘ゲームに採用されている。本作特有のシステム、および本作が発祥のシステムを以下に説明する。
操作体系
8方向レバーとパンチ・キック・特殊動作・挑発の4ボタンで構成されている。
『龍虎の拳2』（以下『2』）のみパンチボタンやキックボタンを押す時間の長さで技の強弱をつけることができる。
特殊動作は相手の近くで押すことによって投げ技、パンチと組み合わせるとアッパーカット（対空技）、キックと組み合わせるとローキック、ジャンプ中壁際で三角跳び、空中で後方攻撃（いわゆる「めくり」）を発動する。また単独では何もしないため、気力充実にも使われる（パンチボタンやキックボタンでも気力充実は可能だが、それらの余計な動作がある分気力充実開始が遅れる）。
演出面
拡大・縮小
キャラクター間の距離によって画面がズームイン、ズームアウトする演出。最接近時ともなると画面の半分以上をキャラクターが占める。キャラクターの表示される大きさに伴い、食らい判定も変化する。本シリーズ以外では『サムライスピリッツ』シリーズなど、多くの作品で採用された。
外見の変化
頭部に攻撃を受けると顔が腫れたりサングラスやマスクが飛ぶといった変化が起きる。また必殺技でKOすると相手の服が破れた通常とは違うダウンポーズをとるなど細かい演出が盛り込まれている。
キャラクター間の掛け合い
CPU戦において戦闘前にキャラクター間の掛け合いが行われ、ストーリーや人間関係の把握の一助になっている。

気力ゲージと挑発
「体力ゲージ」、そして「体力を減らす攻撃」しか無かったそれまでの格闘ゲームと違い、本作では「気力ゲージ」とその「気力面への攻撃」がセットで持ち込まれた。ほとんどの必殺技は使用する際に自身の気力を消費する。気力が充実している間は必殺技本来の性能を発揮できるが、これが欠乏してくると射程の減少や威力の低下などが起きる。任意のボタンを押し続けることで「気力充実動作」となり減少した気力を回復できる。気力充実中は無防備となるがボタンを放せば即時キャンセルできる。
一方挑発動作によって相手の気力ゲージを一定量減少させることができる。相手の気力が少なくなると大ダメージを受ける心配もなくなるので有利な状況となる。挑発中も無防備となるがこちらは途中でボタンを放してもキャンセルができない。
このようなシステムをベースとするため本作では必殺技の性能が非常に高く設定されており、気力をどう使うかといったかけひきが攻略の重要なポイントとなっている。本作の飛び道具は小パンチなどの攻撃で相殺されるため飛び道具の乱射は効果が薄い。
なお本作以降に、挑発動作が導入されたゲームは少なくないが、それらの挑発行為には何も効果は無く、対人戦での純粋な挑発のためのものである場合が多い。
超必殺技と隠し超必殺技
「必殺技を超える超必殺技」という概念と名称を定着させたのが本作であると言える。「限定された状況によって発動可能」、「より難しいコマンド入力が必要」という基本概念は、現在ではほぼ全ての2D格闘ゲームに共通している。
本シリーズには、『2』まで超必殺技と超必殺技より強力な隠し必殺技（隠し超必殺技と呼ばれる）の2つがあるが、隠し必殺技は気力ゲージが満タンかつ体力ゲージが4分の1以下になれば、CPU戦ではいつでも使用可能であるのに対して、その隠し必殺技より（特にダメージが）劣る超必殺技は、途中のボーナスゲーム「超必殺技伝授」を成功させなければ使用できない。

## シリーズ一覧
『龍虎の拳』として3タイトルが発表されているが、タイトル毎にゲーム性やシステムが大きく異なる。

## 龍虎の拳
1992年（平成4年）9月24日にMVSでTHE・100MEGA SHOCK第一弾として稼動を開始した、シリーズ第一作目。日本国外版のタイトルは『ART OF FIGHTING』。

### ストーリー
父の失踪後、ストリートファイトで稼いでは妹と2人で暮らしてきたリョウ・サカザキ。だが、ある日妹のユリが何者かにさらわれてしまう。さらったのがサウスタウンに住む何者かであることが分かったリョウは、同門で友人のロバート・ガルシアと共に、幼い頃より叩き込まれた極限流空手を武器に、ユリ奪還のためサウスタウンへ向かう。危険な町に潜む武闘家たちを倒していくうちに意外な事実がわかってくる。

### システム
パンチ・キック・特殊動作・挑発の4ボタンでプレイする。人間同士の対戦よりも、ストーリーモードであるCPU戦に主眼を置いた作りになっており、CPU戦ではリョウ、ロバートの2名でしかプレイできない。対戦前に対峙する相手との掛け合い、音声によりしゃべるイベントシーン、ダメージを受けた際の顔のグラフィックの変化など、当時のアーケードゲームとしては稀有な演出の多さが特徴。
リョウは技の予備動作が大きいが、後の隙が少ない。ロバートはその逆で技は早く出るが、その後の隙が大きい、と差別化が図られている。また、必殺技のモーションが非常に遅く、通常技をキャンセルして出すことができない代わりに、必殺技としての説得力を十分に持った重さと威力が設定されているのが特徴である。
通常攻撃についてはパンチとキック以外に、パンチの後に特殊攻撃ボタンを押すと強パンチ、キックの後では強キックが出る仕組みとなっている。また、キャラクターによっては特殊攻撃ボタンを単独で押すと強攻撃の代わりに通常投げを使うことが可能。
キャラクターが一定時間無防備になる気絶については、時間に対するダメージの蓄積ではなく、ある程度のランダム性を持たせてあり、これにより、生々しさと臨場感を演出している。
飛び道具はコマンド入力からボタンを押すまでのタイミングで速度に差をつけることができ、ボタンを押すまでの長さが長いほど速度が落ちる。また、全ての飛び道具（超必殺技含む）は同じ飛び道具を当てるだけでなく、タイミングよく通常技を合わせることでも相殺することができるのも特徴的であった。
CPU戦の敵キャラクター登場順は完全固定されていて、2人倒すごとにボーナスステージとなる。成功すると体力、気力ゲージをそれぞれ1段階アップさせる「ビール瓶切り」と「氷柱割り」、覇王翔吼拳が使用可能となる「超必殺技伝授」の3種類から挑戦する項目を毎回選択する形だが、超必殺技伝授は一度成功するとその後のボーナスステージでは選べなくなる。体力、気力はいずれも3回成功すればゲージは最大値となるが、ステージの回数はクリアまでに3回だけなので、全項目を最大にすることはできない。
対戦プレイでは、ボスキャラクターであるMr.ビッグとMr.カラテを除く敵キャラクターすべてを操作できるが、Mr.ビッグステージで乱入するとMr.ビッグが、Mr.カラテステージで乱入するとMr.カラテも選ぶことができる。このため、対戦格闘ではあまり使い道のなかったネオジオ用メモリーカードが使用される局面が見受けられた。また、同キャラクター対戦も可能だが、先に2P側が選択していても、1P側が後で選択すると2P側のカラーが自動で変化する。対戦時にはどちらのキャラクターも気力、体力ゲージは最大値となり、リョウとロバートは覇王翔吼拳を使える状態になる。
なお、最終ラウンドで地上にいる相手に必殺技を当ててKOする（空中の相手に必殺技を当ててはならない）と、通常とは異なる負け方が見られる。このKOを俗に「脱衣」と呼ぶ。女性であるキングの場合、衣装が破れて下着（ブラジャー）を露にするという演出になる（『2』で登場するユリにもこの現象が適用される）。CPU戦で普通にキングに勝つと男性扱いのままだが、脱衣KOすると試合後の彼女の衣装や口調も変化する。この脱衣の演出は『2』に受け継がれ、初期の『ザ・キング・オブ・ファイターズ』（『KOF'94』『KOF'95』）でも継承されている。
各ラウンドの制限時間が過去の格闘ゲームでは1ラウンド99秒が主流だったが今シリーズでは1ラウンド60秒がデフォルトとなっており、後のSNK格闘ゲームでも1ラウンド60秒制を採用するゲームも増えていった。

### 移植作品（龍虎の拳）
ネオジオ版 SNK 1992年（平成4年）12月11日発売
アーケード基板（MVS）と同一規格のハードへの移植で、かつソフトの仕様も同じなので違いはない。クレジット制やオプション設定が可能なくらいである。
スーパーファミコン版 ケイ・アミューズメントリース 1993年（平成5年）10月29日発売
SNK作品を家庭用に移植していた会社からのリリース。当時としては基本的にアーケード版に忠実な移植で、削除されがちだったオープニングも再現されており、キャラクターの拡大・縮小もアーケード版ほどでないにしろ実現している。ただし、容量の関係でアーケード版では一戦毎に流れていた道路を乗り物で移動するデモは収録されていない。Mr.ビッグとMr.カラテが対戦プレイで最初から使用可能。アーケード版ではリョウとロバートのみ隠し必殺技があったが、本作では全てのキャラクターにオリジナルの隠し必殺技がそれぞれ用意されている。リョウとロバートの隠し必殺技のコマンドはネオジオ版と違っている。BGMは独自のアレンジが施されている。また、アーケード版のエンディングではMr.カラテの正体が明らかになる直前で「TO BE CONTINUED」となるが、本作ではきちんとタクマの口から顛末が語られる。これによると「タクマの妻であるロネットを殺害した犯人は結局不明」「ユリ誘拐事件の裏で糸を引いていたのは『餓狼伝説』のギース・ハワードだった」「ギースはタクマを利用してテリーとアンディの義父であるジェフ・ボガードを殺害させようとした（タクマが企みに気付いて、結局未遂に終わった）」ということがわかる。ただし、ギースが餓狼伝説シリーズに準じた年齢を重ねた姿での登場であったり、本来はギースとは対立関係にあるMr.ビッグがギースの忠実な部下であったりなど、後の作品とは一部齟齬のある描写がある。
メガドライブ版 セガ・エンタープライゼス 1994年（平成6年）1月14日発売
拡大・縮小がないのでキャラクターは移植版の中で最も小さいが、技がかなり出しやすく、アーケード版ではできなかった、パンチからビルトアッパーなどのキャンセル連続技が入る、設定で強攻撃を強パンチと強キックに分離できるといったアレンジがされている。しかし、防御不能の隠し超必殺技の「龍虎乱舞」はそのまま防御可能になった他、必殺技の威力が全般的に抑えられているなど、ゲームバランスの変更点も多い。そのほかの要素はアーケード版をベースにしつつも、キングへの脱衣KOの条件となる技がビルトアッパーと飛燕疾風脚の二段目に限定されていたり、オープニングのデモムービーのグラフィックが差し替えられている、ボーナスゲームの背景がアーケードや他機種と異なっている、エンディングで背景がない、など異なる部分も多い。リョウとロバート以外のキャラクターの技などは全く同じだが、アーケード版ではCPU専用技だったMr.ビッグの「ローリングスピア」が通常必殺技として使用可能になっている。
PCエンジン版 ハドソン 1994年（平成6年）3月26日発売
アーケードカード専用ソフト。最後発だけあってスーパーファミコン、メガドライブ版に比べると移植度は最も高く、デモでのセリフも音読される。しかし、アーケードカード対応ソフト全般に共通する「読み込み時間が長い」という致命的な欠点があった。アーケードカードを使わずに起動すると警告画面が出るが、リセットしてさらに2回繰り返すと、「大根切り」という隠しゲームが遊べる。
ネオジオCD版 SNK 1994年（平成6年）9月9日発売
内容はネオジオ版とほぼ同じだが、BGMがCD音源による生音で、読み込み時間が長い。
バーチャルコンソール版 SNKプレイモア 2007年（平成19年）10月9日配信
Wiiのゲームダウンロード販売「バーチャルコンソール」向けソフトとしてネオジオ版が配信。
PSP『SNK ARCADE CLASSICS Vol.1』（SNKプレイモア）：2009年（平成21年）5月21日
アケアカNEOGEO版 ハムスター
アケアカNEOGEOの1作品として、2017年3月23日にPlayStation 4、Xbox One、同年9月21日にNintendo Switch、同年12月15日にPC（Win10）、[022年4月28日にiOS、AndroidでMVS版を配信。

### TVCM
本作品のスーパーファミコン版のテレビCMには、たけし軍団の井手らっきょがMr.ビッグに扮して登場した。

## 龍虎の拳2
1994年（平成6年）2月3日にMVSから稼動（日本国外版タイトル『ART OF FIGHTING 2』）。

### ストーリー（2）
サカザキ家にユリとタクマが戻って1年、サウスタウンに再び争いが巻き起ころうとしていた。「ザ・キング・オブ・ファイターズ」…莫大な賞金がかかったこの格闘大会をめぐって12人の格闘家たちが戦いを繰り広げる。そして、この大会の主催者の陰謀に巻き込まれていく。

### システム（2）
パンチ・キック・投げ・挑発の4ボタンでプレイする。そのため、パンチ・キックボタンを押し続けた長さにより通常技の弱・強を選択して出せるシステムと投げられた時にタイミング良くボタンを押すことでダメージを軽減できる受け身システムが導入されている。また、パンチ・キックはCボタンとの組み合わせで相手を必ずダウンさせることが可能なアッパー攻撃と、リーチが長い上に相手を転倒させることが可能（一部例外あり）なローキック攻撃が全キャラクターに標準装備された。
「攻撃を強弱に分けられる」「通常技を必殺技でキャンセルできる」など、システム変更が行われた。
前作からの登場キャラクターはほぼ引き継がれ、カラーも4色になったが、唯一、如月影二と入れ替わる形で藤堂竜白が削除された。両者とも「和装の日本人」という個性が被ったことと、容量の都合のため。
気絶状態のビッグに接近しようとすると、投げ間合いまで近づけない（眼前に見えない壁があるかのように、接近できない）という現象が起きてしまう。
同キャラクター対戦では、前作のように勝手にカラーが変わってしまうことはなくなった。
前作のスタートデモには会話の最後に攻撃を仕掛けてくるアニメーションがあったが本作では会話のみとなった。

### 先行入力
必殺技キャンセルのほかに、先行入力システムも存在する。ゲームをプレーしていると、使用しているキャラクターが必殺技を勝手に出すことがあるが、これは先行入力が働いたためである。
本作では、通常技を必殺技でキャンセルする場合、必殺技キャンセル可能な技と不可能な技が存在する。リョウの場合、キャンセルができない技は、虎煌拳、空中虎煌拳、飛燕疾風脚、覇王翔吼拳である。なお、ユリは全ての必殺技で通常技をキャンセルできる。たとえば、リョウで遠距離立ち強パンチを出して相手に当てて（ヒット・ガードを問わず）虎煌拳のコマンドを入力すると、遠距離立ち強パンチの動作が終わった直後に虎煌拳が発動するという仕組みになっている。キャンセルではなく、あくまで先行入力であるため、キャンセルと勘違いされやすい。必殺技だけでなく通常技でさえも先行入力が行われてしまうため、出す意思のない技を延々と繰り返すといった具合に操作に支障をきたす場合が多い。
本作の対CPU戦では、キャラクターによるがこの先行入力を利用した攻略法も存在する。ただし、ラウンド開始後のバックジャンプ中や、一部の必殺技（影二の天馬脚など）をガードしたときなど、先行入力を全く受け付けない動作も存在する。

### 対CPU戦
隠しボスであるギース・ハワードを除いた全て（12人）のキャラクターが使用できるようになった代わりに、戦闘間のインターミッションが無くなったことでストーリー性が薄まったが、戦闘前の掛け合いが「キャラクターA対キャラクターB」の場合と、「キャラクターB対キャラクターA」の場合とで違うやりとりが設定されており、プレイヤーにCPU戦を楽しませる設計は前作から引き継がれている。
ビッグとギース以外のキャラクターから1人目の相手を選択でき、選んだキャラクターによってそれぞれ1 - 4人目が決められており、5 - 11人目はランダム、12人目は必ずビッグが出てくるようになっている。3人に勝つ度にボーナスゲームが登場し、内容は「気力鍛練の行」「体力鍛練の行」「超必殺技伝授」の3つ。ボーナスゲームで体力を増やすと、ラウンド勝利時の体力ボーナスとパーフェクトボーナスも合わせて増えていく（ただし、時間切れでパーフェクト勝利した場合、体力ボーナスのみ獲得となる）。ゲームが進むにつれてCPUの体力、気力が増えていき、10人目以降は体力、気力ともに最大値になる。
気力鍛錬の行
成功すると気力の最大値がアップする。横に動くゲージをMAXに近い位置で止めることで、目の前にある大木を叩き折って修行成功となる。難易度によってゲージの速さと、止めた時にノルマが満たせるゲージ幅が変わる。
体力鍛錬の行
成功すると体力の最大値がアップする。左右から現れる敵を、制限時間内に規定人数倒せば修行成功となる。難易度によって敵の数が1 - 2人増減する。
超必殺技伝授
始めに超必殺技のコマンドが表示される。その技で制限時間内に決められたターゲットを破壊すれば、その後の対戦で超必殺技が使えるようになる。難易度によって制限時間が増減する。
CPUのこちらの行動に対する、人間では不可能なレベルでの鋭い反応を俗に「超反応」と呼ぶが、『龍虎の拳2』のCPUはその代表格として良く知られており、対人戦と同じ戦略でのプレイで攻略することは不可能に近い。なお他の多くの対戦型格闘ゲームに比べ、CPUがあまりにこちらの行動に鋭く反応するために、他のゲームと比べて戦略をパターン化しやすくなってはいるが、各種操作感覚の甘い作り込みや、こちらが出した攻撃の判定の先から投げる（例えば足払いを相手に当たるか当たらないかのぎりぎりで出すと、そのまま投げられてしまう。必殺技や飛び道具でもありえる。これを「当て身投げ」と呼んでいる攻略本もある）といったバグが存在するため、必ずしも完勝できるとは限らない。

### 地形効果
2P側のキャラクタは技の隙が小さく、同キャラクター対戦で同時に同じ技を仕掛けた場合、一方的に打ち勝ってしまう。そのため、1P側では繋がらない連係も、2P側では連続技として成立する場合がある（例：リョウ、ユリのしゃがみ弱キック→しゃがみ強キックなど）。また、1P側で影二を使用した場合、骨破斬りの出始めに打撃防御の効果が付く。

### セーブデータリンク機能
初代『龍虎の拳』のセーブデータとのリンク機能があり、初代『龍虎の拳』のセーブデータが入っているメモリカードを刺した状態で新規プレイを行うと、セーブデータの強化状態が引き継がれる（ビール瓶切り、氷柱割り、超必殺技伝授の、修行に成功した状態）。また、『龍虎の拳2』のセーブデータをロードした場合、ビール瓶切りと氷柱割りのデータは引き継がれないが、超必殺技伝授のみ引き継がれる。
これを駆使して、
1. 「氷柱割り」を3回成功させた初代『龍虎の拳』のセーブデータを引き継いで新規プレイ
2. 「気力鍛錬の行」を3回成功させた状態でセーブ
3. 初代『龍虎の拳』のセーブデータを、超必殺技伝授を成功させたものに上書き
4. 『2』のセーブデータで再開

とすることで、全てのパラメータがMAXかつ超必殺技を使える状態でゲームを始められる。
その場で負けて上書きセーブをすれば、初代『龍虎の拳』のセーブデータが無くともいつでも使用できる状態になる。

### 移植作品（龍虎の拳2）
ネオジオ版 SNK 1994年（平成6年）3月11日発売
アーケード基板と同一規格のマシンへの移植で、ソフトの仕様も同じなので違いはない。ゲーム速度の変更が可能となり最高速度は通常の1.3倍。クレジット制やオプション設定が可能なくらいである。
ネオジオCD版 SNK 1994年（平成6年）9月9日発売
内容はネオジオ版と同じだが、BGMがCD音源による生音であることと、とても長い読み込み時間があることが違い。なお、CD版はアレンジバージョンが使われている。
スーパーファミコン版 ザウルス 1994年（平成6年）12月21日発売
同じくSNK作品を家庭用に移植していた会社からのリリース。前作同様、オープニングやキャラクターの拡大・縮小を再現している。『2』では脅威とされていたCPU側の超反応が無くなった。このため、超反応を逆利用した攻略パターンが通用しなくなっている。『2』の移植作品では、唯一ギースが使えるようになっている（VSモードのみ）。
本作のギースステージBGMが、タカラからリリースされたスーパーファミコン版『餓狼伝説SPECIAL』のギースステージと全く同じものが使われている。
バーチャルコンソール版 SNKプレイモア 2008年（平成20年）6月17日配信
Wiiのゲームダウンロード販売「バーチャルコンソール」向けソフトとしてネオジオ版が配信。
アケアカNEOGEO版 ハムスター
アケアカNEOGEOの1作品として、2017年6月22日にXbox One、同年7月27日にPlayStation 4、2018年1月11日にNintendo Switch、同年4月27日にPC（Win10）、2022年12月8日にiOS、AndroidでMVS版を配信。
アケアカNEOGEO セレクション Vol.5版 SNK 2025年（令和7年）8月7日発売
Nintendo Switchパッケージソフト。上記アケアカNEOGEO版と同等の内容のものを収録。

### TVCM
本作品の実写版テレビCMはリョウ、ユリ（真っ赤なドレス）、ロバート（青い上着）の3人が出会うリアル・アクション編と、敵に囲まれたユリ（青いドレス）とロバート（白い上着）のもとにリョウが現れるが、リョウとロバートが喧嘩になるライバル編の2種類、さらにそれぞれ15秒、30秒、60秒のバージョンがある。
出演者（プロフィールは、本作品CM出演当時のもの）
リョウ役 ヘンリー・HE
1965年生まれ。CM出演は米国向けバドワイザー、ピザハット、モーセンビールなど。
ロバート役 ティモシー・ローウェル
1969年生まれ。CM出演はフィンランド&スウェーデン向けのアイスクリーム、ヘアスプレーなど。
ユリ役 浜崎歩（現：浜崎あゆみ）
1978年10月2日、福岡県生まれ。オーディションによりこの役に選ばれた。当時はアイドル女優としての活動が主だった。

## ART OF FIGHTING 龍虎の拳 外伝
1996年（平成8年）3月12日にMVSから稼動。それまでの欧米版タイトルである『ART OF FIGHTING』が副題としてつけられた外伝作品。欧米版タイトルは『THE PATH OF THE WARRIOR -ART OF FIGHTING 3-』であり、ナンバリング作品の扱いとなっている。

### ストーリー（外伝）
格闘大会終了から程なくして、ガルシア財団当主の座を継ぐことを拒み続けていたロバートは、相変わらずの自由気ままな日々を送っていた。そんなある日、ユリとのデートの約束をしていたロバートは、愛車でユリの待っている場所に向かう途中、幼馴染みのフレア・ローレンスと再会。複雑な事情を聞かされたロバートは、彼女を送るべく、サウスタウン並に危険な街と見なされているグラスヒルバレーへと向かう。
一方、ロバートに電話でグラスヒルバレーに向かうことを聞いたリョウは、ロバートがユリとのデートを抜けてまで危険なグラスヒルバレーに向かったことに心配していた。そんな中、ガルシア財団のスペシャルエージェントであるカーマン・コールからロバートの探索を依頼されたリョウは、ユリと共にロバートを追う。
しかし、グラスヒルバレーでは、ロバートやリョウ、フレアを巡って、様々な格闘家たちが集まっていた。

### システム（外伝）
パンチ・キック・ハードブロウ・挑発の4ボタンでプレイする。前作の同一ボタンによる攻撃の強弱の使い分けは廃止され、特定の順序で入力を行うと通常技が連続してヒットするコンビネーション、決めればラウンド数に関係なく勝利となるアルティメットKO、敵の攻撃を受け流すさばき、ダウン攻撃など、ゲームシステムは大幅な変更が施された。
キャラクターはリョウ・ロバートの2名を除いて一新されており、CPU戦ではボスを含む全てのキャラクターを使用できるようになったが、戦闘前の掛け合いやインターミッションでのイベントはリョウ・ロバートのみとなっている。前作までにあったダメージによる顔グラフィックの変化が廃止され、カラーも2色に戻った。
コンビネーションを利用した浮かせからの空中コンボが非常に強力である。また、MVS版のみ、ハード内蔵の時刻設定機能を利用して、「各キャラクターが誕生日で強化される」という、格闘ゲームでは珍しいシステムが搭載されている（誕生日を迎えているキャラクターがいる日にプレイすると、タイトル画面およびキャラクター選択画面にてその該当キャラクターにカーソルを合わせた時に、誕生日であることを示すテロップがそれぞれ表示される）。
体力ゲージが4分の1以下になると、ヒートモードが発動する。その時に4分の3以上の気力ゲージがあれば超必殺技が使えるようになり、攻撃力が通常の約1.2倍となる。ハード内蔵の時刻設定機能で設定されている日時が、登場キャラクターの誕生日と一致している時には、体力が満タンの時から自動的にヒートモードで戦えるようになる。

### 開発（外伝）
『外伝』はモーションキャプチャーを使うというコンセプトが立てられていたため、同作の開発には、これまでのMVSやネオジオ用ソフトの開発で用いられていた自社ツール・アートボックスではなく、Microsoft Windowsがツールとして用いられた。
当時SNKにはモーションキャプチャーの技術が無かったため、アメリカ合衆国で1 - 2か月かけてモーションキャプチャーの収録が行われた。その後、各キャラクターの動作はモーションキャプチャーを基にしてドットが起こされた。シリーズの開発にデザイナーとして関わった黒木信幸は、『ファミ通』とのインタビューの中で、キャプチャーしたデータをブラッシュアップしていくうちに原型をとどめなくなったとしつつも、なめらかなドット絵を実現することができたと振り返っている。

### 移植作品（ART OF FIGHTING 龍虎の拳 外伝）
ネオジオ版 SNK 1996年（平成8年）4月26日発売
アーケード基板と同一規格のマシンへの移植で、ソフトの仕様も同じなので違いはない。クレジット制やオプション設定が可能なくらいである。また日付時刻機能が内蔵されていないため、MVS版にあったキャラクター誕生日強化システムは再現されていない。
ネオジオCD版 SNK 1996年（平成8年）6月14日発売 限定版あり
内容はネオジオ版と同じだが、BGMがCD音源による生音であることと、とても長い読み込み時間があることが違いであることと、グラフィックのデータ量が1つ1つ大きすぎる故に本体内蔵のメモリー（容量は54メガビット）では全て読み込めないシーンがあるため、全てのグラフィックを小さくし直した状態で移植されている。また、通常プレイで遊ぶ場合、ストーリーモードにおいて対戦開始までの間の時間が長いため、デモカット機能が搭載されている。さらに対コンピューター戦を一定時間内にクリアすることで、カラーエディットモードやデモ鑑賞モード、攻撃力・ゲームスピード変更など、4種類のモードがクリアする時間に応じてオプションに追加されるようになっている。ボスキャラクターのシンクレアとワイラーにも最終戦前の掛け合いと独自のエンディングが新たに追加されている。
こちらもキャラクター誕生日強化システムは再現されていない。
通常版の他に、ゲーム本編でロバートが持っているコインが付属された限定版も発売された。
バーチャルコンソール版 SNKプレイモア 2011年（平成23年）8月23日配信
Wiiのゲームダウンロード販売「バーチャルコンソール」向けソフトとしてネオジオ版が配信。
アケアカNEOGEO版 ハムスター
アケアカNEOGEOの1作品として、2017年11月2日にNintendo Switch、2018年7月26日にPlayStation 4・Xbox One、2019年5月17日にPC(Windows 10)、2022年6月23日にiOS・AndroidでMVS版を配信。各機種本体内蔵の日付時刻機能を活かしたキャラクター誕生日強化システムも利用可能で、ボスキャラクター2人も初めから使用可能。
アケアカNEOGEO セレクション Vol.4版 SNK 2025年（令和7年）4月10日発売
Nintendo Switchパッケージソフト。上記アケアカNEOGEO版と同等の内容のものを収録。

## 龍虎の拳 〜天・地・人〜
PlayStation 2版 SNKプレイモア 2006年（平成18年）5月11日発売
『NEOGEO オンラインコレクション』の第4弾。『龍虎の拳』・『龍虎の拳2』・『ART OF FIGHTING 龍虎の拳 外伝』の3作が1本になったカップリング作品。このうち、『外伝』は家庭用ネオジオ・ネオジオCD以外の家庭用ハードでは本作が初の移植となる。ネオジオ版ベースの移植であるため、『2』のギースは使用不可で、『外伝』のボスキャラクターのストーリーも未収録。また、原作のネオジオ版で初代と『2』同士でできたセーブデータリンク機能も再現されていない。一方で独自の追加要素として、初代ではボスステージで乱入かその地点でセーブしてあるメモリーカードを用いないと使えなかったボス2体が、最初から対戦で使用可能になっている。また、『外伝』ではPS2本体内蔵日付時計との連動という仕組みで、MVS版と同様の誕生日システムが再現されている。
2015年7月15日より、PS2アーカイブスにて配信開始。レイティングはCERO：B（12才以上対象）。

## 登場キャラクター

### 龍虎の拳（キャラクター）
リョウ・サカザキ
声 - 臼井雅基
初代と『2』の主人公。「無敵の龍」の異名を持つ、極限流空手の使い手。母ロネットと死別直後、父タクマも失踪したため妹のユリと2人で暮らしてきた。タクマがいない間はストリートファイターとして生計を立て、そこで武術の腕前も上げていた。後に2代目Mr.カラテとなり、伝説の存在として語り継がれる。『餓狼伝説スペシャル』や『武力 〜BURIKI ONE〜』など、他作品へもゲストキャラクターとして登場している。『2』で脱衣負けすると、道着が破れて上半身裸となる。
ロバート・ガルシア
声 - 矢野栄路 / JAMES W.HOVE（初代）、Kay稲毛（2）、小市慢太郎（外伝）
「最強の虎」の異名をとる、極限流空手の使い手。蹴り技を得意とする。イタリアの財閥の御曹司で、イタリア訛りの英語を話す（日本語では関西弁として表現される）。リョウの親友にしてライバルであり、ユリには恋心を抱いている。『外伝』ではリョウに代わり主人公を務める。
藤堂竜白（とうどう りゅうはく）
声 - 坂井貴行（初代）、AKIRA GOTO（『KOF2000』）、青野武（TV版、『CvS2』）
藤堂流古武術の使い手で、後の『外伝』に登場する香澄の父。初代では最初のステージで登場。ユリの居場所を知らないにもかかわらず、「おまえのその拳で聞くがよい」と言って闘いを挑んでくる。『龍虎の拳』本編では初代のみの参加キャラクターで、『2』以降は参加しなかった。『外伝』ではリョウとロバートに敗れたことでサウスタウンを去って行方不明になっていると香澄から明かされている。『KOF』シリーズなどでは背景にたびたび登場している。「一つの技を極めてこそ真の武士」という信念を持ち、必殺技は「重ね当て」一つ。
後に『CAPCOM VS. SNK 2 MILLIONAIRE FIGHTING 2001』（以下『CvS2』と表記）にて、使用キャラクターとして登場。前方へ波動を叩き付ける技「重ね当て」へのこだわりは健在であり、必殺技のほとんどが「重ね当て」のバリエーションとなっている。
ジャック・ターナー
声 - マイケル・ビアード
暴走族「ブラックキャッツ（BLACK CATS）」のヘッド。巨体を生かした喧嘩技を使う。少年時代に襲ってきたサーカスの熊を返り討ちにしている。キングとはかつて争った因縁の間柄。初代では第2ステージで登場する。『2』ではMr.ビッグに以前のメンバーを引き抜かれて解散したチームを「ネオ・ブラックキャッツ（NEO BLACK CATS）」として再興するために出場。
リー・パイロン
声 - 矢野栄路（初代、『NBC』）、稲毛一弘（2）
中国拳法を使う猿の仮面をつけた老人で、本職は薬屋。拳法の師にして養父のリー・ガクスウはタクマと知己の間柄。初代では第3ステージで登場。『2』では薬師に専念するため、最後の大会と決めて出場した。また、『2』で脱衣負けすると仮面が割れて素顔が現れる。
後に『ネオジオバトルコロシアム』にも登場する。また、『KOF'94』の企画段階では、タクマではなく彼が龍虎チームのメンバーになる予定であった。
キング
声 - 生駒治美
ムエタイを使う男装の麗人。初代では第4ステージで登場。女性であることを隠してバウンサー（用心棒）をやっていて、必殺技でKOすることにより衣装が破れて下着を露にすることで、初めて女性であることが明らかになる。ジャンという足の不自由な弟がおり、『2』ではその治療費を賞金で払うために大会に参加。エンディングではギースに逃げられたため賞金を獲得できなかったが、リョウとロバートの支援でジャンが無事に治療を受けたことで、彼女は2人に礼を言った。必殺技のほとんどが蹴り技だが、初代にあった「烈風脚」は『2』では「猛襲脚」に改良され、同じく初代にあった「飛び二段蹴り」は『2』では「トルネードキック」に取って代わる形でなくなっている。
ミッキー・ロジャース
声 - マイケル・ビアード（初代）、稲毛一弘（2）
コーチを名乗る詐欺師から大金を騙し取られるも、3年後にアマチュア・ボクサーの王者となる。しかし、チンピラとのいざこざに遭って相手を瀕死に追い込んだためにプロへの道を閉ざされた悲劇の男。その後は武器密輸の仕事に加担する。初代では第5ステージで登場。『2』では心を改めて断髪し、プロを目指し再起する。ボクサーゆえに蹴り技は使用せず、キックボタンを押してもパンチ攻撃になる。
ジョン・クローリー
声 - 臼井雅基
「蒼い疾風」の異名をとる軍人。ジェームスという名の戦友がおり、かつて墜落事故に遭った際に彼に救出されて命を救われた。この事故で目を負傷してパイロットを引退し、海軍士官学校の教官を務める。作戦違反として所属していた特殊部隊を解雇されたジェームスの行方を捜し、何とか恩返ししたいと思っている。初代では第6ステージで登場。Mr.ビッグに武器の横流しをしていたが、それが露見して懲戒免職処分となる。『2』の大会への参加目的は新生活を始めるための資金稼ぎである。
Mr.ビッグ
声 - マイケル・ビアード 、中まさる（『KOF』シリーズ）、柚木伸介（『NBC』・『KOF XI』）
サウスタウンを牛耳るマフィアのボスで、ユリ誘拐事件の首謀者。2本の短い棍を使う。初代のみジャンプができない。前方ダッシュはリー・パイロンとほぼ同じ性能。『2』では大会の主催者であるギースの面目を潰すため、手当たり次第に参加者を闇討ちしていく。
彼の経歴については、本名のイニシャルが「J」であることや、陸軍に所属していたこと以外については謎が多い。ある特殊部隊に所属していた頃に棒術を会得した。『2』ではジョンの捜しているジェームスがMr.ビッグであることが明らかになった。
Mr.カラテ
声 - 坂井貴行
初代の最終ボスで、天狗の面をつけた謎の空手家。その正体はタクマであることがスーパーファミコン版および『2』で判明する。初代ではリョウとほぼ同じグラフィックで、あらゆる面で能力的に上回る。「龍虎乱舞」は使えないが、「覇王翔吼拳」が超必殺技扱いではないため、気力の量が最大でなくとも出すことが可能（「虎煌拳」と同じく、気力の量により攻撃力が変化する）。
なお、クレジットは「?」と表示されている。
ユリ・サカザキ
声 - 生駒治美（初代）、ほりえかおり（2、『KOF』シリーズ）
リョウの妹。初代では17歳で、ビッグによって誘拐される。『2』では拉致されて迷惑をかけた不甲斐ない自分を恥じて極限流に入門し、プレイヤーキャラクターとして登場を果たす。『外伝』ではリョウに付き添って行動し、シンクレアに深手を負わされて入院するものの病院を抜け出して、ワイラーの攻撃を受けたロバートの危機を救っている。

### 龍虎の拳2（キャラクター）
タクマ・サカザキ
声 - 津田英治
リョウとユリの父で、極限流空手の創始者。キャラクター自体は前作の人間相関図で判明しているが、ゲーム中での登場は本作が初。「虎煌拳」を撃つモーションがリョウたちと異なるほか、動作の隙も少ない。前作でリョウと戦った際に受けた傷と若い頃にリー・ガクスウと戦った際、彼に付けられた古傷が痛むとキャラクターインタビューで語っており、その無理がたたってエンディングで引退を宣言する。
如月影二（きさらぎ えいじ）
声 - 島よしのり
極限流を目の敵にする如月流忍者。格闘ゲーム史上で飛び道具をはね返す技を初めて使ったキャラクター。
のちの『月華の剣士』で如月流忍術の開祖・斬鉄のエンディングにも登場している。
テムジン
声 - 島よしのり
モンゴル相撲の使い手。語尾に「ダス」をつける。辮髪の髪型が特徴であるが、「変な頭」と馬鹿にされると激怒する。出稼ぎのためサウスタウンにやってきた。エンディングでは学校を開いている。
ギース・ハワード
声 - マイケル・ビアード
本作の隠しボスで、『餓狼伝説』シリーズから客演している。全ての相手に対して2勝0敗で勝ち進むことが出現条件。ギースに勝利すると、部下が部屋の明かりを全て消して真っ暗にして、ギースを逃がす。彼はこの後に日本に渡り、古武術を習う。本作の設定では古武術を習う前だが、その技の一つである「烈風拳」を今回も使用する。本作で使っていた必殺技「デッドリーレイブ」は『リアルバウト餓狼伝説』以降の作品でも使用している。
ギースのみ超必殺技と隠し必殺技を持たないが、先述の「デッドリーレイブ」を始めとした、気力が無くても（多少威力は落ちるが）気力有りの状態と同じように使える必殺技や、ガードされても隙が全く無いしゃがみ強キック（スライディング）を初めとする高性能な技を持つ。
後に『KOF NW』にて、同作の最終ボスとして再登場している。
ジェフ・ボガード
後の『餓狼伝説』シリーズに登場するテリー・ボガードとアンディ・ボガードの義理の父親。ゲーム中では姿を見せない。タン・フー・ルーに師事していた同門のギース・ハワードとはこの当時より宿敵関係にあるようで、ギースを倒した後のエンディングにて、彼がギースの周辺を嗅ぎまわっていることを、ギースの執事によって語られている。
天獅子悦也の漫画版のみにサブキャラクターとして登場。外見は20代後半ぐらいの若者で、格好も後のテリーを髣髴とさせるものがあり、作中では「閃光拳」というテリーのバーン・ナックルに似た技を使っている。タクマのライバルであったリー・ガクスウとは顔見知りで、ギースの狙っているタクマの実力を確かめるべく、彼に戦いを挑んでいる。

### ART OF FIGHTING 龍虎の拳外伝（キャラクター）
ロディ・バーツ
声 - や乃えいじ
トンファー使いのバウンティハンター（賞金稼ぎ）にして私立探偵。7月24日生まれの23歳。何も事情を知らず、友人のレニィから半ば無理矢理フレア・ローレンスの保護を協力させられる羽目になり、グラスヒルバレーへ向かう。腕は良いのだが、ここぞというところでヘマをする悪癖があり、儲け話を何度も台無しにしている。そのこともあり、他にも弱みを握られてしまっているのか、レニィに逆らうことはできない模様。
レニィ・クレストン
声 - 石田久巳
鞭使い。ロディとは古い付き合いの女性フリージャーナリストで、賞金稼ぎでもある。5月20日生まれの23歳。ワイラーからフレアの捜索の依頼を受け、ロディを強引に巻き込んでグラスヒル・バレーへ向かう。ロディとは何度かコンビを組み、うまい話にありついてはいるが、それ以上に彼がやらかすヘマのせいで儲け話を全て台無しにされているため、その怒りを幾度もロディにぶつけている。高飛車で怒りっぽい性格をしているが、エンディングではフレアに対して意外に涙脆く優しい面も除かせる。
藤堂香澄（とうどう かすみ）
声 - 弓雅枝
藤堂竜白の娘。父と同じく藤堂流古武術を使う。失踪した父の行方を知っていると思われるリョウ・サカザキを探し出すべく、彼を追って危険なグラスヒルバレーに向かう。一本気な性格で、ぶっきらぼうな口調で話す。まだ16歳の学生でありながら格闘家としての実力や資質は確かな物がある反面、父より思い込みの激しい部分がある。最終的にリョウと対峙するが、自身の無茶な行動を見かねて駆け付けた母に叱責され、彼女に連れられて日本へ帰ることになる。その際、再戦の約束として自身の鉢巻きを手渡している。
アルティメットKO時に服が破ける脱衣の演出もあるが、露出度は控えめである。
不破刃（ふは じん）
声 - JAI
如月影二の同門だった男。如月流の次期継承者の座に自分は選ばれずに影二だけが推選されたのを恨み、山を降りる。以降は影二を倒すために旅を続けていたが、影二を倒したとされるリョウ・サカザキに興味を持ち、リョウが向かったとされる賭け試合で有名な街グラスヒルバレーに乗り込む。
アルティメットKOされると被っている頭巾が外れ、髪型が露わになる。
『KOF XII』ではデモ画面に登場している。『KOF2002UM』にも遊園地ステージの背景にて登場。
カーマン・コール
声 - 小市慢太郎
ガルシア財閥のスペシャルエージェント。護身術を使う。6月13日生まれの30歳。財閥の仕事を避けるロバートをイタリアに連れ戻すため、まずリョウに接触し、サカザキ兄妹を巻き込む形でグラスヒルバレーに乗り込む。ロバートのことを幼少の頃から知っており、彼を子供扱いしたりするなど、自身でも認めるほど甘い面がある。当初は極限流空手を「くだらない空手」と馬鹿にしていたが、ロバートの揺らぐことの無い強い意思を見ていく内に、極限流空手との関わりが彼を大きく成長させた事実に気付いて認めるようになり、やり残した事のあるロバートに一時の猶予を与えた。
漫画版である『カーマンに指令を』では、物語の中心となって活躍。『CvS2』ではロンドンステージの背景に登場している。
王覚山（ワン・コーサン）
声 - モンスター前塚
旅の絵描きだが、実は幻の拳法とされる心意六合拳の使い手。4月17日生まれの24歳。ひょうきんな性格をしているが、真面目な一面もある。「ホエホエ」というペリカンを連れている。同じ台湾人であるリー・パイロンとは顔見知りである。ワイラーを倒した後は、秘薬の処分を決意したフレアにワイラーの治療に関してリー・パイロンに相談することを提案して去る。エンディングでは彼が描いた絵を見ることができる（この絵のパターンは7種類あり、モチーフは彼以外のデフォルトキャラクターにちなんだもの）。
韓国版『ART OF FIGHTING 3』では姿はそのままでパーク (Park) という名の韓国人に設定変更されている。
シンクレア
声 - 生駒治美
本作の中ボス。ワイラーに付き従うアラビアンな出で立ちをした褐色肌の女性。彎刀を用いて戦う。11月14日生まれの26歳。ワイラーの命令で、グラスヒル・バレーの街にあるバーで開催される裏格闘試合を仕切っている。ワイラーに忠実に従っているが、実は危険な領域に踏み込んでいく彼の行動を危惧している。そのため、ネオジオCD版で追加された彼女のエンディングではワイラーと決別して去る姿が描かれている。
『外伝』の登場キャラクターでは唯一通常投げを持っていない。
ワイラー
声 - モンスター前塚
本作の最終ボス。ただし一部のデフォルトキャラクターのCPU戦では中ボス扱いだが、戦闘前の掛け合いがある。
『外伝』の舞台であるグラスヒル・バレーで有数の名家・ワイラー家の5代目当主。10月22日生まれの23歳。幼少期に父を失って家庭の愛情を知らずに育った孤独から、相手を見下す節があるなどやや傲慢な性格に育ってしまったが、亡き父を今でも尊敬している。フレアの父の裏切り（薬を危険なものだとして研究を中止、ワイラー家のもとを離れた）が原因で、ワイラーの父は研究していた薬を完成させられずにこの世を去り、彼の事業を引き継ぐ決心をしたワイラーは、この薬のデータを欲している。
対戦前の会話シーンでは初めはスーツ姿で登場するが、フレアの手で完成した薬を服用して化け物じみた巨漢となる。薬で強化された肉体で猛威をふるうが、格闘技には精通しておらず、バトルスタイルは単純な力任せのもの。『外伝』の登場キャラクターでは唯一超必殺技を持っておらず、アルティメットKOされても服が破けたり脱げる演出が発生しない。
ストーリーモードでプレイヤーに敗れた後は、薬の副作用で精神が父親と共に過ごした時期まで退行してしまう。一方、ネオジオCD版で追加された自身のエンディングでは敵として敗れた時のように精神退行まではしておらず、自分のために哀しんでくれたフレアに心を開く様子が描かれている。
フレア・ローレンス
ロバートの幼馴染の女性。3月30日生まれの22歳。プレイヤーキャラクターではなくサブキャラクター。
幼いころは、よくイジメやからかいにあい、そのたびにロバートに助けてもらっていた。また、ロバートと出会う以前は、父親同士の繋がりからワイラーとも幼馴染の間柄にあった。『外伝』のストーリー時において、ユリとのデートに向かっていたロバートに助けてもらう形で偶然再会。ワイラーに薬のデータを届ける際、ロバートにグラスヒルバレーへ送ってもらうことになる。
ワイラーが最終ボスになるキャラクターのエンディングには必ず登場し、ロバートのエンディングでは薬の影響によって精神退行してしまったワイラーの介護をするためにロバートとの今生の別れとも言うべき決別の意思を固める。

## 備考
- 初代『龍虎の拳』において、「超必殺技『龍虎乱舞』のコマンドを探せ！」という企画が開催され、先着で特製トランプがプレゼントされた。絶大な威力を誇るこの技のコマンドは、自分の体力が4分の1を切っており、かつ気力が最大の状態で「下、右下、右と同時にCを押してA」（右向き）。
- 『餓狼伝説2』では、テリー・ボガードがキャラクターストーリーで『龍虎の拳』をプレイしているというネタがあった。
- SNKに所属していたイラストレーター白井影二のペンネームは、『龍虎の拳2』で白カラーの如月影二を使用していたことに由来している。
- カプコンの『ストリートファイター』シリーズでは本作のキャラクターのパロディを行う火引弾（ダン）が登場する。ダンはロバートのような髪型にリョウのような道着を着用し、「虎煌拳」や「飛燕疾風脚」のような技を使う。また、ダンの勝ちポーズの中には『龍虎の拳2』でのユリの勝ちポーズのパロディも存在する。欧米版『ストリートファイターZERO2』でのダンとケン・マスターズの会話中では、本作の欧米でのタイトル『Art of Fighting』が出てくる場面がある。その後ユリが、『ストリートファイター』シリーズに登場するリュウやケンなどの技のパロディを行っている。
- リョウは「無敵の龍」、ロバートは「最強の虎」という異名であるが、新技が出るたびにリョウには「虎」の（虎咆など）、ロバートには「龍」の技名（龍牙など）があてがわれている。なお、『SVC CHAOS』ではリョウがリュウに「最強の虎」と間違われる。
- 『龍虎の拳2』の最終ラウンドで、女性キャラクターであるユリかキングを必殺技でKOすると服が破けて下着があらわになるが、このKOシーンは若干の差があれども、男性キャラクターにも採用されている[注釈 1]。なおスーパーファミコン版では、必殺技負けが適用されるのはユリとキングのみである。『ART OF FIGHTING 龍虎の拳外伝』では、アルティメットKOを決めた場合のみ服が破ける。
- ネオジオ版・ネオジオCD版『龍虎の拳2』では、言語を選択できる（日本語、英語、スペイン語）。英語かスペイン語を選択すると、ロバートは一部の音声、キングとジョンは全体的に音声が入れ替わる。
- 『ART OF FIGHTING 龍虎の拳外伝』を最後に、シリーズの続編はお蔵入りとなった。舞台は日本で、旧作からはギース・ハワードや如月影二が復活することが設定面では決定していた。システムは『餓狼伝説』シリーズ（『リアルバウト餓狼伝説』以降）や『KOF』シリーズ（『KOF'97』以降）のように、ゲージは攻撃をヒットさせるたびに増加するタイプでなおかつ超必殺技やシステムを使うことで消費するためのもので、従来の気力ゲージシステムは撤廃される方向であったという。
- 『龍虎の拳外伝』は藤堂香澄と不破刃以外のキャラクターの超必殺技はガードのできない仕様となっている[12]。

## サウンドトラック

### オリジナル
- 龍虎の拳（サイトロンG.S.M.1500シリーズ、ポニーキャニオン、1992年11月20日発売）
- 龍虎の拳2（サイトロンG.S.M.1500シリーズ、ポニーキャニオン、1994年2月18日発売）
- ART OF FIGHTING 龍虎の拳 外伝（サイトロンG.S.M.1500シリーズ、ポニーキャニオン、1996年4月3日発売）
- SNK ARCADE SOUND DIGITAL COLLECTION Vol.3（クラリスディスク、シティコネクション、2019年7月10日発売）
  - 『龍虎の拳』『龍虎の拳2』『ART OF FIGHTING 龍虎の拳 外伝』3タイトルを収録

### その他
- バトルスピリッツ龍虎の拳・サウンドアクション（スターチャイルド、キングレコード、1994年4月21日発売）
  - テレビアニメ『バトルスピリッツ 龍虎の拳』のサウンドトラック
- 龍虎の拳2 イメージアルバム（サイトロン、ポニーキャニオン、1994年7月21日発売）
  - 各キャラクターのテーマ曲およびエンディングのアレンジを収録
- ART OF FIGHTING 龍虎の拳 外伝 アレンジサウンドトラックス（サイトロン、ポニーキャニオン、1996年5月2日発売）
  - オリジナル声優によるドラマトラックと、アレンジ楽曲トラックを収録
  - アレンジ楽曲演奏には森岡賢、梶原順、櫻井哲夫、神保彰、エリック・ミヤシロ、カルロス菅野らが参加

## テレビアニメ版
1993年（平成5年）12月23日にフジテレビ系の特別番組として放送。

## コミカライズ
龍虎の拳
作：ゴッセージ、『デラックスボンボン』連載。全1巻。
Mr.ビッグが3人存在し、それにより分身攻撃を行ったり、リョウの覇王拳など、本作オリジナルの技が多い他、極限流はタクマが起こしたのではない、Mr.カラテの正体はタクマの兄弟弟子であるなど、設定と異なる描写が多々ある。また、複数回に渡ってリョウの名前が「リョウ・ナガサキ」、ユリの名前が「マリ」など誤表記されている。
龍虎の拳
作：石井ぜんじ、画：天獅子悦也。『ゲーメスト』連載。全1巻。
ストーリーを手がけた石井は雑誌『ゲーメスト』の編集長であり、ストーリーを引き受けた経緯について「たまたま『龍虎の拳』は、対戦格闘ゲームらしく元からちゃんと作られていたのですが、ストーリーもゲームの中にあって、さらわれた妹を探し出すみたいな一連の流れとか設定があったので、コミカライズはしやすかったんですよね。ちゃんとストーリーが背景にあって世界観が設定されていたので。そういう点で、やっぱりコミカライズするときはゲームの設定と一致した世界観があって、その中でストーリーを作らなくてはいけないと思ってたんで、じゃあ自分でやるよと。まあそういうことです。」とインタビューの中で話している。
龍虎の拳2
作：天獅子悦也、ストーリー協力：石井ぜんじ。『ゲーメスト』連載。全2巻。
龍虎の拳・外伝 カーマンに指令を
作：天獅子悦也。『コミックゲーメスト』連載。全1巻。
作中で詳しく語られなかった設定を掘り下げており、ワイラーとフレアの父親が研究していたものについて「古代の遺跡から種子が発掘された植物であり、穀物や芋の代用品やバイオ燃料の原料としていかなる環境でも栽培可能な驚異的な繁殖力・適応力を持つが、一方でアポトーシスに異変を引き起こし生物を凶暴化・巨大化させる麻薬も製造可能となる」と語られている。